# Knut Dørum Lillebakk
Knut Dørum Lillebakk (27 aprile 1978) è un ex calciatore norvegese, di ruolo portiere.

## Carriera

### Club
Dørum Lillebakk iniziò la carriera nel Molde, squadra per cui debuttò nella Tippeligaen il 19 agosto 2001: restò infatti imbattuto nel successo per tre a zero sullo Strømsgodset.
Nel 2002 fu ceduto in prestito al Bryne, squadra sempre militante nella massima divisione norvegese: il debutto con il nuovo club fu datato 28 aprile, quando fu schierato titolare nel pareggio per uno a uno contro il Lillestrøm. Cambiò squadra nel corso della stessa stagione, sebbene la formula del trasferimento rimase la stessa: fu infatti ceduto nell'Adeccoligaen, all'Aalesund. Giocò la prima gara per il nuovo club il 18 agosto, nel quattro a zero rifilato al Tromsdalen.
Al termine della stagione, rientrò al Molde; fu però ceduto nuovamente in prestito, questa volta al Bærum. Per il Bærum, squadra sempre militante nell'Adeccoligaen, debuttò in data 13 aprile: fu titolare nella sconfitta casalinga per uno a zero contro lo HamKam. A metà stagione tornò però al Molde ed il 15 ottobre 2003 giocò una partita valida per la Coppa UEFA 2003-2004, difendendo i pali della porta del suo club nella sfida contro l'União Leiria (vinta per tre a uno).
A metà del 2004 fu ceduto nuovamente in prestito, stavolta allo Hødd. Esordì per la nuova squadra il 28 agosto, nella partita di campionato vinta per due a uno contro il suo ex-club dell'Aalesund.
Dal 2005 tornò definitivamente al Molde e nella stessa stagione raggiunse la finale di Norgesmesterskapet assieme ai suoi compagni: fu titolare nella finale dell'edizione, conclusasi con un successo del Molde sul Lillestrøm per quattro a due. Il 31 dicembre 2011, il suo contratto con il Molde giunse alla scadenza e non fu rinnovato. Dørum Lillebakk si accordò allora con il Mysen, formazione di 4. divisjon.

## Palmarès
- Coppa di Norvegia: 1

Molde: 2005
- Campionato norvegese: 1

Molde: 2011